# Itami
Itami (伊丹市?, Itami-shi) è una città giapponese della prefettura di Hyōgo. Dà il nome ad uno dei due scali aerei di Osaka, chiamato anche aeroporto Internazionale di Osaka, che è situato quasi per intero sul territorio comunale di Itami.